# Dendrochirus
Genre
Dendrochirus est un genre de poissons marins de la famille des scorpaénidés.

## Description et caractéristiques
C'est un genre de rascasses très proche morphologiquement des Pterois (d'où la confusion de leurs noms vernaculaires), mais caractérisés par des nageoires pectorales plus grandes, et arrondies en demi-disques horizontaux souvent très colorés. Les rayons y sont liés par la voilure presque jusqu'à leur pointe.
Comme tous les Scorpaenidae, ces poissons sont équipés de glandes à venin qui alimentent leurs rayons acérés.

## Liste des espèces
Selon World Register of Marine Species (22 janvier 2017) :
- Dendrochirus barberi (Steindachner, 1900)
- Dendrochirus bellus (Jordan & Hubbs, 1925)
- Dendrochirus biocellatus (Fowler, 1938) — Ptérois ocellé
- Dendrochirus brachypterus (Cuvier, 1829) — Ptérois nain
- Dendrochirus tuamotuensis (Motsunuma & Motomura, 2013)
- Dendrochirus zebra (Cuvier, 1829) — Ptérois zèbre

FishBase (13 octobre 2019) y ajoute Dendrochirus hemprichi Matsunuma, Motomura & Bogorodsky, 2017

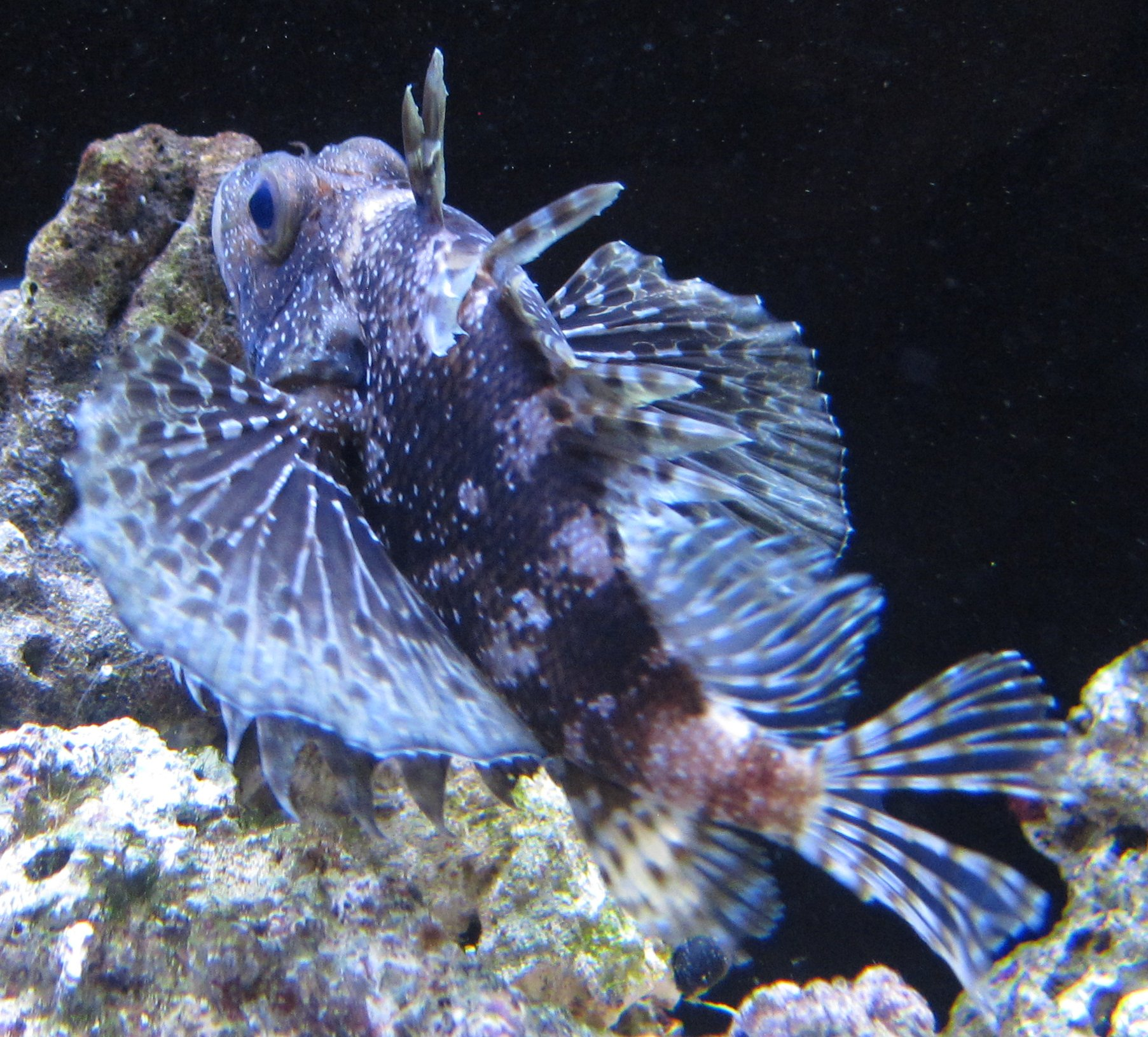
Dendrochirus barberi
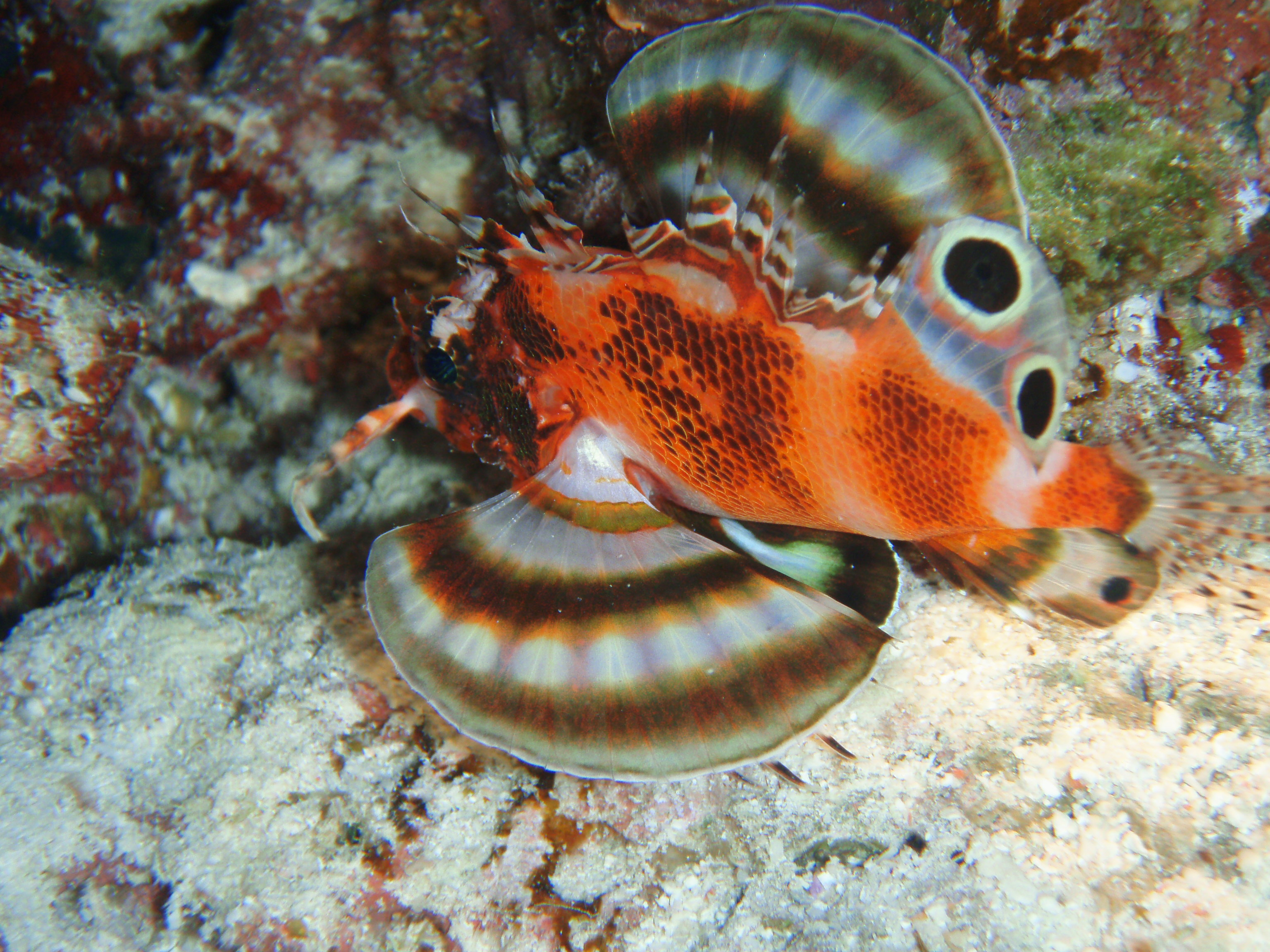
Dendrochirus biocellatus
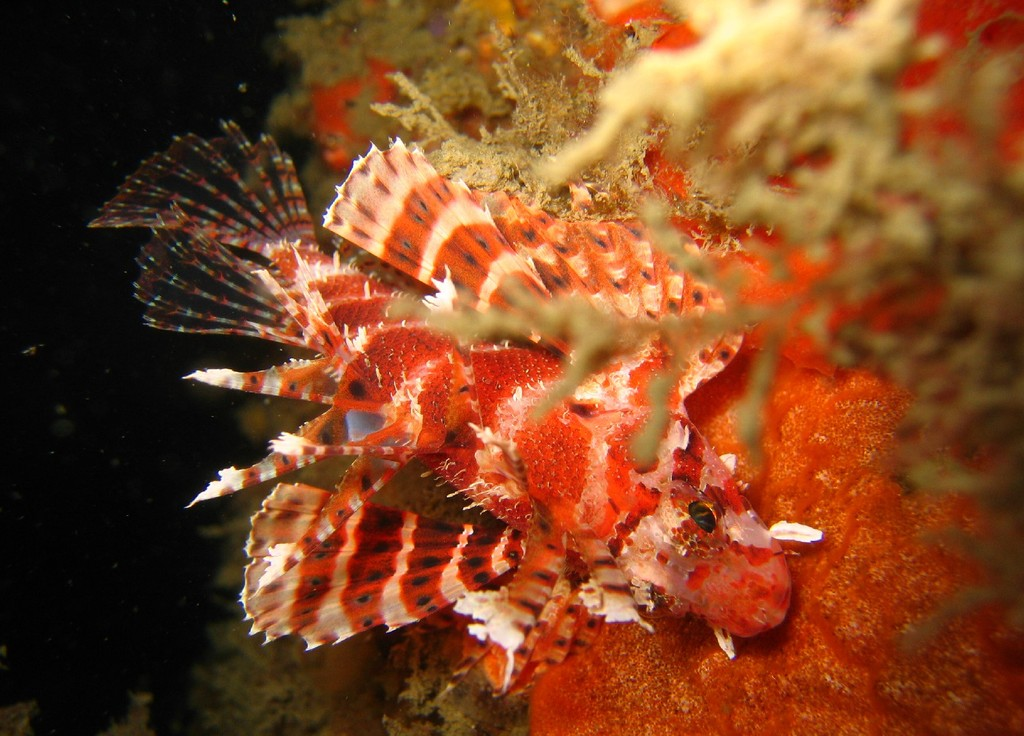
Dendrochirus brachypterus
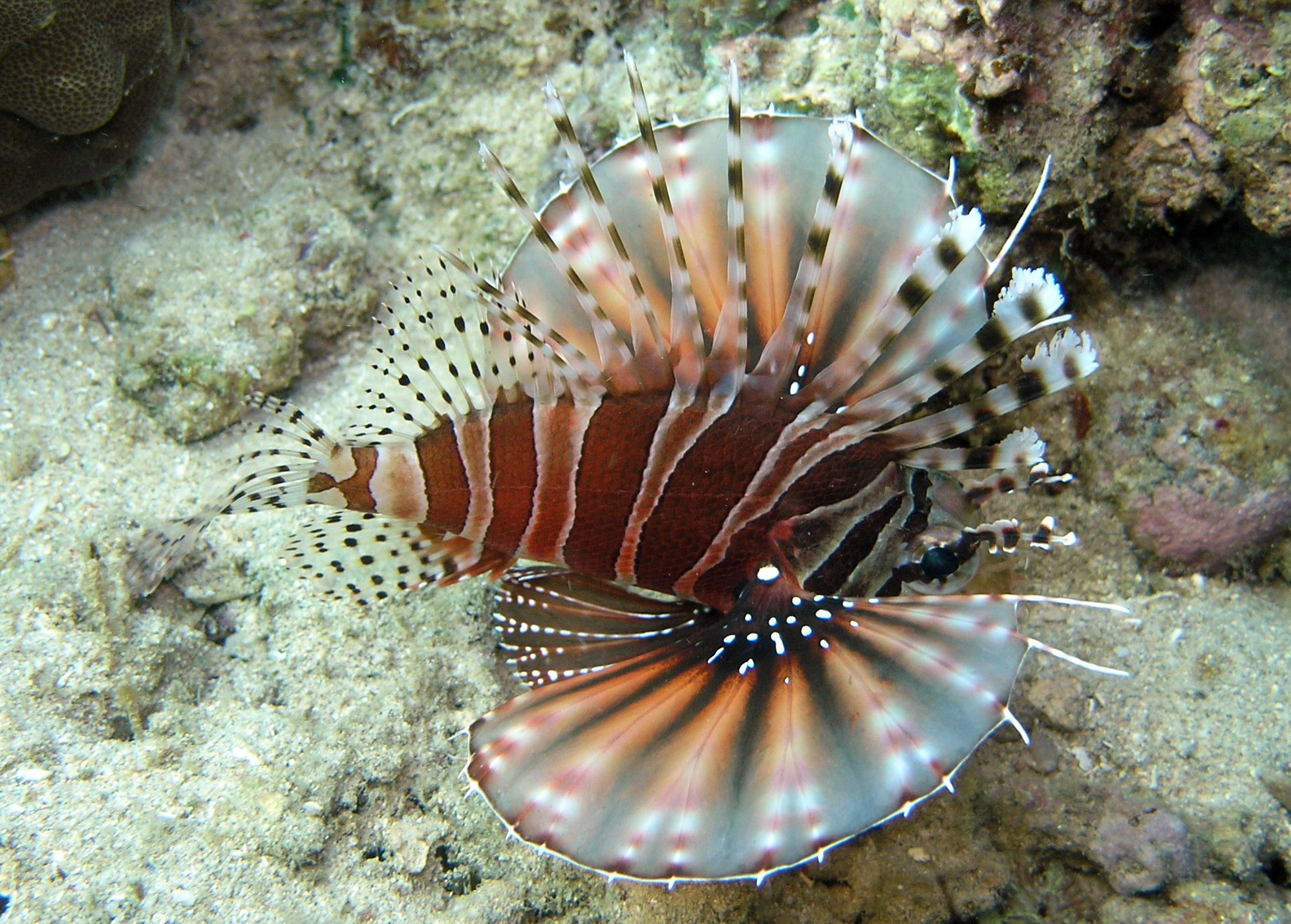
Dendrochirus zebra